# 7/27
7/27 é o segundo álbum de estúdio do girl group estadunidense Fifth Harmony. Ele foi lançado em 27 de maio de 2016 através das gravadoras Syco Music e Epic Records. Esse é o último álbum lançado com a integrante Camila Cabello antes da sua saída do grupo em dezembro de 2016. "Work from Home", primeiro single do álbum foi lançado em 26 de fevereiro de 2016, a canção alcançou a quarta posição na principal tabela dos Estados Unidos, tornando-se o maior hit da banda até então. "The Life" foi lançado como single promocional em 24 de março de 2016. "Write on Me" foi o segundo single promocional foi lançado em 5 de maio de 2016. O álbum tem participações vocais de Ty Dolla Sign, Missy Elliott e Fetty Wap.

## Antecedentes
Em entrevista à Billboard, Camila disse, "Estamos prestes a começar a gravar nosso novo álbum depois de amanhã." A entrevista foi ao ar em 21 de setembro. Em entrevista à Spin, Dinah Jane disse que 7/27 é "Um lado de Fifth Harmony que ninguém realmente tinha visto. No início, estávamos super felizes. Nosso primeiro álbum foi muito agitado. Desta vez, estamos mostrando realmente quem é Fifth Harmony por trás de portas fechadas." O título e a capa do álbum foram reveladas em 25 de fevereiro através da página do Instagram oficial do grupo, com a seguinte legenda: "Sabemos que ouve muita conversa, mas queríamos que você ouvisse isso de nós... O nosso novo álbum 7/27 está chegando 20 de maio." O título do álbum refere-se a 27 de Julho de 2012, data em que o grupo foi formado no reality show estadunidense The X Factor.
Ainda em outubro, Lauren disse à Billboard que Max Martin estava "fortemente envolvido" na produção do segundo álbum do grupo. Em outra entrevista para Spin, Dinah disse que Martin tinha produzido 6 canções para o álbum desde que entrevista ocorreu. Harmony Samuels, que trabalhou anteriormente com elas, na canção para o filme Hotel Transylvania 2, "I'm in Love with a Monster", disse à Entertainment Scoop que ele está "atualmente trabalhando em um novo projeto com (Fifth Harmony)."
Em 22 de abril, foi anunciado que o grupo iria adiar a data de lançamento do álbum por uma semana, para 27 de maio. No dia seguinte, a plataforma digital da girl group no iTunes atualizou a lista de faixas com duas delas com o rótulo "explícito", será o primeiro lançamento de Fifth Harmony a conter letras explícitas.
L.A. Reid, em uma entrevista à Pressparty falando sobre o álbum, revelou que "Este é um dos melhores álbuns pop que eu ouvi em anos. Tipo, eu amo o álbum do Justin Bieber como um pop full-on. Eu acho isso incrível. E eu acho que este está perto". O músico também acrescentou que "eu estou orgulhoso desse álbum que elas fizeram. Eu amo cada canção".

## Composição
Em declarações à Billboard, Lauren disse que o grupo quer fazer o álbum soar "um pouco mais soulful". Ela também disse que o grupo quer apontar para um som mais R&B. De acordo com Dinah, suas faixas favoritas de seu álbum de estreia foram 'Reflection' e 'Going Nowhere', que inspirou o seu R&B e soul e deu direção para este álbum. Ao contrário de Reflection, onde o grupo não participou no processo lírico do álbum, Lauren disse em uma entrevista que que todas as cinco estariam mais envolvidas no processo do álbum liricamente. 

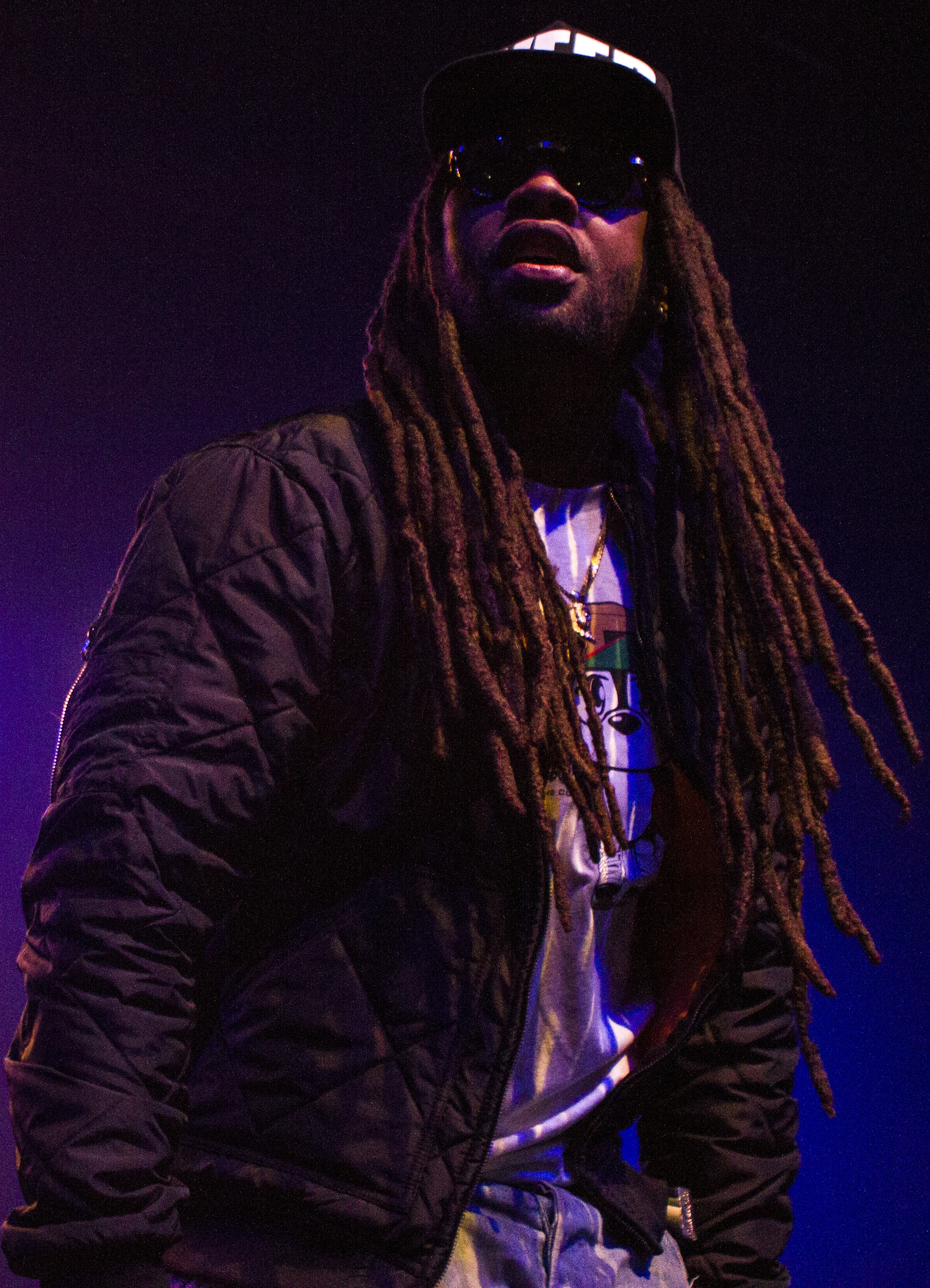
Ty Dolla $ign, colaboração do single Work from Home, disse que o principal motivo para sua colaboração na música foi por causa de sua filha.

## Lançamento e divulgação
No mesmo dia em que foi anunciado a capa do álbum, foi divulgado através do Twitter da banda, o nome e a data do lançamento do primeiro single do álbum, "Work from Home". A gravadora teve sua primeira tentativa de divulgação da música pelas rádios, separando cada integrante em determinada região dos Estados Unidos, o projeto se chamou #WorkAcrossAmerica. Posteriormente, a canção teve sua primeira performance televisionada na cerimônia pós-Oscar Live! with Kelly and Michael, seguido da performance no Jimmy Kimmel Live! onde recriaram o cenário do videoclipe. O grupo também visitou França e Reino Unido para performarem a canção. O nome das faixas do álbum foi divulgado no Instagram oficial da banda em 29 de abril de 2016.

### Singles
Em 26 de fevereiro de 2016, o grupo liberou o primeiro single do álbum, "Work from Home" através das plataformas digitais e nas de streams. O videoclipe, dirigido por Director X, teve mais de 7 milhões de visualizações em suas primeiras 24 horas no YouTube. A canção tem a participação especial do rapper estadunidense Ty Dolla $ign. "Work from Home" é o maior sucesso da girl group até então; a canção estreou em #12 na principal tabela dos Estados Unidos, igualando-se a Worth It. Porém, em sua décima primeira semana, subiu para a quarta posição, se tornando o maior sucesso da girl group nos Estados Unidos. A música, fora dos Estados Unidos, também teve uma performance ótima nas tabelas musicas, pegando Top 10 em 20 países e ocupando a primeira posição em países como Holanda, Nova Zelândia, Reino Unido, Austrália, Canadá e Israel. "Work from Home" também já conta com diversas certificações de platina, ouro, etc, em diversas partes do mundo. A música também atingiu o topo das rádios nos Estados Unidos, sendo #1 em ambas as rádios de gênero Pop e Rhythmic.
Em 31 de maio de 2016, "All In My Head (Flex)" foi anunciado como o segundo single do álbum. O videoclipe foi lançado no dia 23 de junho de 2016, contando com a participação do rapper Fetty Wap. O single já é certificado de Ouro em países como Itália, Brasil, Nova Zelândia, Platina na Austrália, Canadá, Estados Unidos e Prata no Reino Unido. "All In My Head (Flex)" teve peak 24 na Billboard Hot 100. No dia 11 de agosto de 2016 o clipe chegou a marca de 100 milhões de visualizações na VEVO e a girlgroup recebe seu 6 certificado da VEVO.
Em 19 de setembro de 2016, "That's My Girl" foi lançado como terceiro single do álbum.

### Singlespromocionais
Em 24 de março de 2016, o grupo lançou seu primeiro single promocional do álbum, "The Life". A canção estreou em #101 na Bubbling Under Hot 100 Singles e em #97 na principal tabela musical do Reino Unido.
Write on Me foi lançada em 5 de maio de 2016, foi o segundo single promocional do álbum. O videoclipe foi lançada no dia seguinte do lançamento oficial da canção, ele retrata as integrantes em vários cenários com um tom preto-e-branco.

## Recepção da crítica
| Críticas profissionais | Críticas profissionais |
| Pontuações agregadas   | Pontuações agregadas   |
| Fonte                  | Avaliação              |
| ---------------------- | ---------------------- |
| Metacritic             | 70/100                 |
| Avaliações da crítica  |                        |
| Fonte                  | Avaliação              |
| AllMusic               | [ 24 ]                 |
| The Boston Globe       | positivo               |
| Digital Spy            | [ 2 ]                  |
| Entertainment Weekly   | B                      |
| Idolator               | [ 27 ]                 |
| Los Angeles Times      | positivo               |
| Rolling Stone          | [ 28 ]                 |
| Spin                   | 6/10                   |

No Metacritic , que atribui uma avaliação normalizada em 100 a opiniões de críticos dominantes, o álbum recebeu uma pontuação média de 70, o que indica "avaliações favoráveis", baseado em 7 avaliações. Matt Collar de AllMusic foi positivo, chamando "uma produção sofisticada, que encontra a roupa só de mulheres bem a transição dos ingênuos impetuoso que terminou em terceiro na segunda temporada de The X factor em divas pop de forma confiável maduros." Ele observou que "enquanto 7/27 não é tão solto ou tão divertido quanto se poderia esperar, Fifth Harmony prova que pode equilibrar arrogância juvenil com sofisticação adulta." Elogiando o ambiente maduro, Nolan Feeney da Entertainment Weekly denominou-o "profundo, vulnerável, pessoal - estes foram alguns dos objetivos declarados do Quinteto para 7/27 não é um mau olhar por qualquer meio."
Maura Johnston do Boston Globe declarou: "o poder do grupo sempre vêm a partir de suas Spice Girls -como capacidade de formar uma unidade maciça de auto-realização, e Peppy 7/27 não tem falta de que, tanto liricamente e musicalmente. " Lewis Corner of digital Spy notou que" enquanto o álbum de estreia 'Reflection' foi uma sacola em termos de estilos, '7/27' é uma coleção inteligentemente estruturada. os números uptempo pop off com confiança, enquanto que as faixas mais lentas mal diminui a energia total do registro. há sass, há vulnerabilidade , há sensualidade;. que se baseia em todas as emoções de um grande álbum pop anseia Christopher R. Weingarten da Rolling Stone opinou que o álbum "não é um enorme passo em frente, mas com um constante bombardeio de ganchos, alta energia e harmonia incrível não há muito tempo para recuperar o fôlego para comparar." Regis Tadeu, escrevendo para o Yahoo!, publicou uma crítica negativa dizendo que "É daqueles discos com '100% de aproveitamento zero': nada se salva."

## Desempenho comercial
No Japão, o álbum estreou no número 20 na Oricon Albums Chart, tornando-se o primeiro álbum do grupo para estrear no Japão. O álbum caiu para o número 22 em sua segunda semana na parada. Em sua terceira semana, o álbum caiu para o número 34. Em sua quarta semana, o álbum caiu para o número 44.
Nos Estados Unidos, o álbum estreou na quarta posição na Billboard 200, vendendo cerca de 74.000 unidades (sendo 49.000 em formato físico) em sua primeira semana e tornando-se a sua posição mais alta nessa tabela. No Reino Unido, o álbum estreou no número 6 nas Official Charts, marcando sua primeira estreia top 10 no Reino Unido, e, desde então, vendeu 40.000 cópias por lá. O álbum também alcançou o número 1, tanto na Espanha e no Brasil, tornando-se o primeiro álbum do grupo à atingir o topo de ambos os gráficos. 7/27 já acumulou 1,6 milhões de unidades de álbuns equivalentes a partir de novembro de 2016, de acordo com Billboard.

## Turnê
O grupo embarcou em sua segunda turnê, a "7/27 Tour", a turnê começou em 22 de junho de 2016 em Lima, Peru e terminará em 29 de outubro de 2016 na belgica. Até então, a turnê receberá 8 shows na América do Sul , 33 na América do Norte e 15 na Europa. Porém, há rumores de que mais datas serão adicionadas. A tour já arrecadou cerca de 7 milhões e meio de dólares.

## Lista de faixas
| 7/27           |                                          | |                                                      |         |  |
| N.º            | Título                                   | Compositor(es) | Produtor(es)                                         | Duração |  |
| 1.             | "That's My Girl"                         | Tinashe Kachingwe Alexander Kronlund Lukas Loules | Alex Purple Lulou                                    | 3:24    |  |
| 2.             | "Work from Home" (com Ty Dolla $ign)     | Tyrone Griffin, Jr. Alexander Izquierdo Joshua Coleman Jude Demorest Dallas Koehlke Brian Lee | Ammo Dallas K Victoria Monet [A]                     | 3:34    |  |
| 3.             | "The Life"                               | Kachingwe Kronlund Loules | Purple Lulou                                         | 3:20    |  |
| 4.             | "Write On Me"                            | Mikkel Eriksen Tor Erik Hermansen Kyrre Gørvell-Dahll Priscilla Renea Hamilton Simon Wilcox | Stargate Kygo                                        | 3:39    |  |
| 5.             | "I Lied"                                 | James Abrahart James "Gladius" Wong Oliver "German" Peterhof Izquierdo Jordan Johnson Marcus Lomax Stefan Johnson | The Monsters and the Strangerz Gladius German        | 3:23    |  |
| 6.             | "All in My Head (Flex)" (com Fetty Wap)  | Eriksen Hermansen Benjamin Levin Willie Maxwell Daystar Peterson Nolan Lambroza Julia Michaels Wilcox Brian Garcia Ewart Brown Clifton Dillon Richard Foulks Daniel Gonzalez Herbert Harris Leroy Romans Lowell Dunbar Brian Thompson Handel Tucker | Stargate Garcia Play Picasso Sir Nolan [B] Monet [A] | 3:30    |  |
| 7.             | "Squeeze"                                | Eriksen Hermansen Gørvell-Dahll Lambroza Hamilton Wilcox | Stargate Kygo                                        | 3:33    |  |
| 8.             | "Gonna Get Better"                       | Adidja Palmer Linton Timajae White Mario Antonia Dunwell | Stargate                                             | 3:36    |  |
| 9.             | "Scared of Happy"                        | Kachingwe Cass Lowe Michael "BloodPop" Tucker Eriksen Hermansen | Stargate BloodPop                                    | 3:23    |  |
| 10.            | "Not That Kinda Girl" (com Missy Eliott) | Melissa Eliott Negin Djafari Jared Cotter Aaron Pearce | Pearce                                               | 3:11    |  |
| Duração total: | Duração total:                           | Duração total: | Duração total:                                       | 34:33   |  |

| 7/27 – Deluxe  |                |                                       |                |         |  |
| N.º            | Título         | Compositor(es)                        | Produtor(es)   | Duração |  |
| 11.            | "Dope"         | Jack Antonoff Michaels Justin Tranter | Antonoff       | 3:32    |  |
| 12.            | "No Way"       | Monet                                 | Tommy Brown    | 2:56    |  |
| Duração total: | Duração total: | Duração total:                        | Duração total: | 41:01   |  |

| 7/27 – Edição deluxe britânica |                      |                                   |                 |         |  |
| N.º                            | Título               | Compositor(es)                    | Produtor(es)    | Duração |  |
| 13.                            | "Worth It" (sem rap) | Hamilton Eriksen Hermansen Kaplan | Stargate Kaplan | 3:05    |  |
| Duração total:                 | Duração total:       | Duração total:                    | Duração total:  | 44:06   |  |

| 7/27 – Edição deluxe japonesa |                |                                               |                              |         |  |
| N.º                           | Título         | Compositor(es)                                | Produtor(es)                 | Duração |  |
| 13.                           | "Big Bad Wolf" | Evan Kidd Bogart Clarence Coffee              | The Monsters & The Strangerz | 3:17    |  |
| 14.                           | "1000 Hands"   | Adam Waldman Jason "Poo Bear" Boyd Georgia Ku | Royal Z                      | 3:19    |  |
| Duração total:                | Duração total: | Duração total:                                | Duração total:               | 47:37   |  |

Notas
A  - denota produtores vocais
B  - denota produtores adicionais

## Créditos
Créditos do 7/27 adaptado pelo AllMusic.
- Joshua Coleman - compositor
- Jude Demorest - compositor
- Missy Elliott - artista participante
- Fetty Wap - artista participante
- Tyrone Griffin - compositor
- Alexander Izquierdo - compositor
- Brian Lee - compositor
- Ty Dolla $ign - artista participante

## Desempenho

### Posições
| País — Tabela musical (2016)        | Posição de pico |
| ----------------------------------- | --------------- |
| Alemanha (BVMI)                     | 41              |
| Áustria (O3 Áustria)                | 34              |
| Austrália (ARIA)                    | 8               |
| Bélgica (Ultratop Flanders)         | 9               |
| Bélgica (Ultratop Wallonia)         | 35              |
| Brasil (ABPD)                       | 1               |
| Canada (Billboard)                  | 3               |
| Coreia do Sul (Gaon)                | 55              |
| Coreia do Sul (Internacional Gaon)  | 5               |
| Dinamarca (IFPI Dinamarca)          | 18              |
| Escócia (OCC)                       | 4               |
| Espanha (PROMUSICAE)                | 1               |
| Estados Unidos (Billboard)          | 4               |
| Finlândia (Suomen virallinen lista) | 8               |
| França (SNEP)                       | 55              |
| Irlanda (IRMA)                      | 5               |
| Itália (FIMI)                       | 20              |
| Japão (Oricon)                      | 20              |
| Japão (Internacional Oricon)        | 2               |
| México (AMPROFON)                   | 9               |
| Noruega (VG-lista)                  | 8               |
| Nova Zelândia (RMNZ)                | 8               |
| Países Baixos (MegaCharts)          | 7               |
| Portugal (AFP)                      | 7               |
| Reino Unido (OCC)                   | 6               |
| Suécia (Sverigetopplistan)          | 6               |
| Suiça (Schweizer Hitparade)         | 23              |
| Taiwan (Five Music)                 | 3               |

| País — Tabela musical (2016) | Posição |
| ---------------------------- | ------- |
| Dinamarca (IFPI Dinamarca)   | 73      |
| Estados Unidos (Billboard)   | 80      |
| França (SNEP)                | 200     |
| México (AMPROFON)            | 57      |

| Região | Certificação | Vendas     |
| --- | ------------ | ---------- |
| Brasil (ABPD) | 3× Platina   | 120,000^   |
| Canadá (Music Canada) | Platina      | 100,000^   |
| Dinamarca (IFPI Dinamarca) | Ouro         | 10,000^    |
| Estados Unidos (RIAA) | Platina      | 1,000,000^ |
| Filipinas (PARI) | Platina      | 15,000^    |
| Polonia (ZPAV) | Ouro         | 10,000^    |
| Singapura (RIAS) | Ouro         | 5,000^     |
| Taiwan (RIT) | Ouro         | 5,000^     |
| Reino Unido (BPI) | Prata        | 60,000^    |
| *números de vendas baseados somente na certificação ^distribuições baseadas apenas na certificação ‡vendas+valores de streaming baseados somente na certificação |              |            |